# Ззовні (телесеріал)
Ззовні (англ. From) — американський науково-фантастичний телесеріал жахів, створений Джоном Ґріффіном. У головних ролях знялися Гарольд Перріно, Каталіна Сандіно Морено, Ейон Бейлі, Дейвід Алпай, Елізабет Сондерс, Шон Маджамдер, Скотт Маккорд, Рікі Ге. Прем'єра серіалу відбулася на Epix 20 лютого 2022 року. Він отримав загалом позитивні відгуки від критиків за сценарій та гру Перріно. У квітні 2022 року серіал продовжили на другий сезон, прем'єра якого відбулась 23 квітня 2023 року. В червні 2023 року серіал продовжили на третій сезон, прем'єра відбулась 22 вересня 2024 року.

## Синопсис
У страшному містечку десь в США, звідки не можуть виїхати усі, хто туди потрапляє, жителі намагаються залишитися в живих і шукають вихід. Але їх мучать жахливі нічні істоти з навколишнього лісу. Таємниці ховаються в самому місті.
У центрі сюжету серіалу — Бойд Стівенс (Перріно), самопроголошений шериф і фактичний мер міста, і родина Метьюз, які нещодавно прибули до міста, які незабаром виявляють, що вони опинилися в пастці разом з іншими місцевими жителями, і мають об'єднати зусилля, щоб залишитися в живих і знайти спосіб втекти.

## Актори та персонажі

### Головні
| Актор                   | Роль |
| ----------------------- | --- |
| Гарольд Перріно         | Бойд Стівенс, шериф і фактичний мер Міста |
| Каталіна Сандіно Морено | Табіта Метьюз, новоприбула, яка приїхала зі своєю родиною. Вона дружина Джима і мати Джулі та Ітана.                                                                                            |
| Єйон Бейлі              | Джим Меттьюз, новоприбулий, який приїхав зі своєю родиною. Він чоловік Табіти та батько Джулі та Ітана.                                                                                         |
| Дейвід Алпей            | Джейд, новоприбулий, який прибуває одночасно з родиною Меттьюз. Дуже багатий розробник програмного забезпечення, він має дуже зарозумілу, агресивну поведінку та бореться з новими обставинами. |
| Елізабет Сондерс        | Донна, голова Колонії |
| Шон Маджамдер           | Отець Хатрі, священик громади, який живе в Місті |
| Скотт Маккорд           | Віктор, дуже дивний член Колонії, який є першим мешканцем, що вижив |
| Рікі Ге                 | Кенні Лю, заступник шерифа громади, який живе в Місті |
| Хлоя Ван Ландшут        | Крісті, місцева лікарка, яка живе в Місті |
| Пега Гафурі             | Фатіма, живе у Колонії |
| Кортеон Мур             | Елліс Стівенс, син Бойда. Він вирішує жити в Колонії замість Міста. |
| Ганна Черамі            | Джулі Метьюз, новоприбула, приїхала зі своєю родиною. Вона дочка Табіти та Джима та сестра Ітана. Вона вибирає жити в Колонії.                                                                  |
| Саймон Вебстер          | Ітан Метьюз, новоприбулий, який приїхав із сім'єю. Він син Табіти та Джима та брат Джулі. |
| Евері Конрад            | Сара, працівниця кафе, живе в Місті зі своїм братом Натаном. Вона має галюцинації, що змушують її вбивати людей.                                                                                |
| Пол Зінно               | Натан, брат Сари, живе в Місті і доглядає за тваринами |
| Елізабет Мой            | Тянь-Чен Лю, мати Кенні, працює в кафе і живе в Місті |

### Другорядні
| Актор               | Роль                                                                                                   |
| ------------------- | --- |
| Вокс Сміт           | Хлопчик в білому, якого бачать лише Ітан, Віктор і Сара                                                |
| Синтія Хіменес-Гікс | Труді, жителька Колонії                                                                                |
| Боб Манн            | Френк Пратт, чоловік, дружину та доньку якого вбили монстри в ніч перед тим, як прибули Метьюз і Джейд |
| Саймон Сінн         | Бін-Цянь Лю, батько Кенні та чоловік Тянь-Чен. Він хворий на деменцію і живе в Місті.                  |

## Епізоди
| Сезон | Епізоди | Епізоди | Оригінальний показ | Оригінальний показ | Оригінальний показ |
| Сезон | Епізоди | Епізоди | Перший показ       | Останній показ     | Мережа             |
| ----- | ------- | ------- | ------------------ | ------------------ | ------------------ |
| 1     | 10      | 10      | 20 лютого 2022     | 10 квітня 2022     | Epix               |
| 2     | 10      | 10      | 23 квітня 2023     | 25 червня 2023     | MGM+               |
| 3     | 10      | 10      | 22 вересня 2024    | 24 листопада 2024  | MGM+               |

### Перший сезон (2022)
| № серії (загалом) | № серії (в сезоні) | Назва серії                                                   | Режисер(и)    | Сценарист(и)                        | Оригінальна дата показу |
| --- | ------------------ | ------------------------------------------------------------- | ------------- | ----------------------------------- | ----------------------- |
| 1 | 1                  | «Довга подорож у ніч» «Long Day's Journey into Night»         | Джек Бендер   | Джон Гріффін                        | 20 лютого 2022          |
| Родина Метьюз – батько Джим, мати Табіта, діти Джулі і Ітан – подорожують країною на автофургоні. Шлях перегороджує повалене дерево, і через це вимушені звернути до маленького містечка. Бойд, шериф міста, радить їм їхати прямо по дорозі. Метьюзи їдуть вперед, але постійно повертаються до містечка. Врешті-решт вони мало не стикаються з іншим автомобілем, їхній фургон з'їжджає з дороги і перевертається. На допомогу їм прибувають місцеві жителі, дуже налякані наближенням ночі. Пасажирів другого авто, Тобі і Джейда, відвозять до міста. Шериф Бойд і міська лікарка Крісті разом з Джимом залишаються у фургоні, щоб допомогти Ітану, який отримав серйозне поранення ноги. Поспішаючи знайти укриття, помічник шерифа Кенні наїжджає на смугу з шипами, облишену на дорозі раніше для зупинення автофургона. Кенні, Табіта, Джулі, отець Хатрі, Джейд і син шерифа Елліс пішки добігають до «будинку-колонії». Настає ніч, і перевернений фургон повільно оточують незнайомці. |                    |                                                               |               |                                     |                         |
| 2 | 2                  | «Тепер справи йдуть так» «The Way Things Are Now»             | Джек Бендер   | Джон Гріффін                        | 20 лютого 2022          |
| Група людей ледве встигає добігти до «будинку-колонії». Незнайомці майже оточують їх, але Донна, керівниця будинку, встигає впустити їх всередину. Відповідно до правил будинку, Табіту, Джулі і непритомного Джейда розділяють і зв'язують заради їх власної безпеки. В автофургоні Крісті, Бойд і Джим допомагають Ітану, в той час як незнайомці ходять навколо фургону. Бойд і Донна пояснюють Джиму і Табіті ситуацію в місті: навколишні ліси сповнені розумних перевертнів, які вбивають людей заради задоволення. Усі жителі колись прибули до міста і потрапили в пастку. Найдавніший мешканець міста, якому вдалось вижити, – дивний чоловік на ім’я Віктор. Шериф Бойд виявив таємничі талісмани, які дозволяють захистити будь-яке закрите приміщення від монстрів. У клініці голоси наказують Сарі вбити Тобі та відкрити двері. Монстри входять у приміщення і жорстоко вбивають усіх, включаючи літнього батька Кенні. Вранці Бойд і Крісті приводять Джима і Ітана до міста. Кенні дізнається про бійню в клініці і оплакує вбитого батька. Виглядаючи з вінка «будинку-колонії», Ітан бачить таємничого хлопчика в білому одязі. |                    |                                                               |               |                                     |                         |
| 3 | 3                  | «День вибору» «Choosing Day»                                  | Джек Бендер   | Джон Гріффін                        | 20 лютого 2022          |
| Джейд отямлюється. Донна висвітлює йому ситуацію, але Джейд не вірить їй і вважає, що ціле місто є квест-кімнатою, яку організував Тобі. Отець Хатрі веде Джима і Табіту екскурсією по містечку. Він пояснює, що всі новоприбулі мешканці проходять місцевий ритуал під назвою «День вибору»: вони мусять вирішити, де будуть жити – в окремому будинку в місті чи разом з громадою в «будинку-колонії». Отець Хатрі також показує їм місцевий спосіб покарання злочинців – «коробку», в якій людину закривають на ніч, прирікаючи його на смерть від монстрів. Першим злочинцем, якого закриють у «коробці», стане п'яниця Френк, який через недбалість спричинив загибель дружини і доньки. Бойд намагається помилувати Френка, але той відмовляється. У день вибору Джим, Табіта і Ітан обирають місто, а Джулі – «будинок-колонію». Джейд влаштовує сварку, і Кенні показує йому могилу Тобі, вбитого монстрами. Родина Метьюз влаштовується у своїх нових домівках. Монстри вбивають Френка, замкненого в «коробці». |                    |                                                               |               |                                     |                         |
| 4 | 4                  | «Камінь і далина» «A Rock and a Farway»                       | Джек Бендер   | Хав'єр Грілло-Маршуах               | 27 лютого 2022          |
| У далекому минулому Віктор, ще малий хлопчик, бачить десятки понівечених трупів. Хлопець в білому одязі запрошує його погратися на каруселі. У сьогоденні, Ітан впізнає хлопчика в білому на одному з малюнків Віктора. Кенні пояснює Джейду, що всі мешканці містечка потрапили туди з різних куточків Сполучених Штатів. Під час їхньої розмови з радіо доноситься статичний шум, і Джейд забирає його із собою. Джулі свариться з Табітою, оскільки вони з Джимом планують розлучитися через загибель їх третього сина, Томаса. Табіта повертається додому і лається з Джимом. Під час сварки Віктор забирає Ітана до лісу, щоб знайти хлопчика в білому. В лісі Віктор показує Ітану «дерево далини», яке переміщує предмети і людей у випадкові місця. Під час пошуків Ітана, Джима та Табіту оточує зграя диких собак; Віктор відлякує їх пострілом з револьвера. У їдальні голоси наказують Сарі вбити Ітана. Повернувшись з лісу, Віктор викопує численні могили поруч з «будинком-колонією». |                    |                                                               |               |                                     |                         |
| 5 | 5                  | «Силуети» «Silhouettes»                                       | Бред Тернер   | Вів'єн Лі                           | 6 березня 2022          |
| Сара отямлюється у лікарні. Бойд починає підозрювати, що місто здатне викликати фізичну реакцію у деяких людей, як от у Сари та Ітана. Він також показує Крісті свою ліву руку, яка починає тремтіти. Сара питає у Крісті, чи вчинила би вона «одну погану річ», щоб повернути всіх мешканців міста додому. Крісті відповідає «так», бо вдома на неї чекає її наречена. Джейд і Джим починають розмірковувати над тим, що насправді вони загинули в автокатастрофі, і зараз перебувають у чистилищі. Сара закриває Табіту в сараї для худоби і збирається вбити Ітана. Брат Сари, Натан, зупиняє її, але під час боротьби Сара ненавмисно вбиває його. |                    |                                                               |               |                                     |                         |
| 6 | 6                  | «74-а книга» «Book 74»                                        | Бред Тернер   | Джон Гріффін                        | 13 березня 2022         |
| Отець Хатрі тримає Сару в підвалі. Він розповідає Сарі, що сучасна Біблія складається з 73 книг, і ділиться своєю теорією: Бог випробовує мешканців міста, і вони проживають події наступної, 74-ї книги. Голоси, які розмовляють з Сарою, доводять своє існування, нагадуючи Хатрі про сумку, яку він закопав, коли вперше прибув до міста. Бойд розповідає Кенні про свій план: вирушити до лісу з талісманом, щоб спробувати знайти шлях на свободу. Кенні відкидає цей план як спробу самогубства. Бойд зізнається Кенні, що у нього почали з'являтися ознаки хвороби Паркінсона. Джейд і Джим лагодять радіо, але не чують нічого окрім шуму. Джейду ввижається солдат у формі часів Громадянської війни, а також дивний символ на дереві. Тянь-Чен, мати Кенні, помічає символ, який намалював Джейд, і показує йому записник, заповнений схожими малюнками. Повернувшись додому, Джим знаходить Табіту в підвалі. Вона почала копати яму, щоб з'ясувати до чого підключені дроти, які постачають в місто електроенергію. Кевін, один з жителів «будинку-колонії», через закрите вікно зав’язує стосунки із монстром. |                    |                                                               |               |                                     |                         |
| 7 | 7                  | «Всі хороші речі» «All Good Things»                           | Дженніфер Ляо | Вів'єн Лі, Джон Гріффін             | 20 березня 2022         |
| Отець Хатрі розповідає Бойду про Сару та її голоси. Він пропонує Бойду вирушити до лісу втрьох, разом з ним і Сарою. Джим пропонує побудувати повноцінну радіовежу, а також допомагає Табіті копати величезну яму в підвалі їхнього будинку. Джейд знаходить старий моментальний знімок, на якому впізнає маленького Віктора. В «будинку-колонії» громада святкує першу річницю прибуття Фатіми в місто. Під час святкування Фатіма цілує іншу мешканку будинку, викликаючи ревнощі у Елліса і Джулі. Кевін відкриває вікно і впускає свою «подружку»-монстра всередину. Вона жорстоко вбиває його і залишає вікно відчиненим. Монстри вриваються в будинок і вбивають багатьох мешканців. Частині людей вдається врятуватись у фургоні. Елліс і Фатіма рятуються, закрившись у фойє з талісманом. Віктор і Джулі тікають до лісу слідом за хлопчиком в білому. За наказом Віктора, Джулі залазить всередину «дерева далини» і переноситься до підвалу. Фургон з врятованими мешканцями «будинку-колонії» прибуває до станції шерифа. В той час як люди біжать від фургона до будинку, один з монстрів вбиває отця Хатрі. |                    |                                                               |               |                                     |                         |
| 8 | 8                  | «Зламані вікна, відчинені двері» «Broken Windows, Open Doors» | Дженніфер Ляо | Хав'єр Грілло-Маршуах, Джон Гріффін | 27 березня 2022         |
| Нам показують як Бойд, його дружина Еббі і син Елліс прибувають до міста за декілька хвилин перед настанням ночі. Отець Хатрі зустрічає їх і веде до прихованого підвалу, де ховається Донна та інші мешканці. Наступного дня Донна і Хатрі пояснюють новоприбулим ситуацію. Бойд бере на себе керівництво, щоб допомогти жителям міста вижити. Він починає організовувати міські ресурси та ходить на розвідку до лісу, де знаходить різноманітну худобу. З часом він все більше занурюється до ролі керівника, нехтуючи своєю дружиною Еббі, чиє психічне здоров'я суттєво погіршується. Під час одного з походів Бойд губиться і залишається в лісі на ніч. Він ховається в печері, стіни якої вкриті каменями-талісманами, які захищають його від монстрів. Коли Бойд повертається до міста наступного ранку, Еббі починає розстрілювати мешканців міста. Вона переконана, що потрапила до кошмарного сну, я має вбити всіх і померти сама, щоб прокинутись. Коли Еббі цілиться в Елліса, Бойду доводиться застрелити її, щоб врятувати життя сина. У сьогоденні, Бойд і Елліс примиряються через загибель Еббі. Бойд із Сарою відправляються до лісу, новим шерифом призначають Кенні. Кенні, Донна і Джим розповідають решті мешканців про план будівництва радіовежі. |                    |                                                               |               |                                     |                         |
| 9 | 9                  | «До лісу» «Into the Woods»                                    | Джефф Ренфро  | Джон Гріффін                        | 3 квітня 2022           |
| Бойд і Сара приходять до печери, в якій були знайдені талісмани. Вони роблять печеру точкою відліку. Звідти вони вирушають вглиб лісу, далі, ніж будь-хто з мешканців міста. Вони знаходять дерево, до гілок якого прив'язані маленькі пляшки, і в Сари трапляється новий приступ. Жителі міста будують радіовежу. Тянь-Чен подає Джейду ідею використати електрику в будинку для живлення вежі. Сара прокидається в наметі з Бойдом; він показує їй папірець з пляшки, на якому написано «1864». Сара розповідає Бойду, що чула новий жіночий голос, який наказав передати Бойду, що його план був помилкою, і що в лісі живуть речі страшніші за монстрів. Сара звертається до Бойда на прізвисько, яким його називала дружина Еббі. Намет зазнає нападу невидимої сили, яка тягне його у невідомому напрямку. Коли намет зупиняється, Бойд і Сара бачать яскраве світло і чують гучний гудок. |                    |                                                               |               |                                     |                         |
| 10 | 10                 | «Місця, куди ми поїдемо» «Oh, the Places We'll Go»            | Джефф Ренфро  | Джон Гріффін                        | 10 квітня 2022          |
| Мешканці міста збирають якомога більше мідної проводки, щоб подати живлення на радіовежу. Елліс робить пропозицію Фатімі, і вона погоджується одружитись з ним. Кенні освідчується у своїх почуттях до Крісті, але вона відмовляє йому, бо має наречену. Бойд і Сара виходять з намету і бачать, що вони опинилися у ділянці лісу, повністю вкритій павутинням. Бойд чує голос мертвої Еббі, але коли він наближається до середини павутиння, павуки кусають його. Від укусів Бойд починає марити, але Сара переконує його продовжити подорож. До міста наближається сильна гроза. Жителі міста вмикають радіовежу, і з приймача лунає погрозливий голос, який звертається до Джима і попереджає, що Табіті не слід продовжувати копати яму. Джим поспішає додому, але не встигає: дно ями провалюється, і Табіта падає до печери, де несподівано зустрічає Віктора. Віктор попереджає, що в цій печері вдень сплять монстри. Бойд і Сара бачать, що світло і звук походять від маяка. Хлопчик в білому радить Сарі залізти всередину «дерева далини», що росте неподалік. Сара заштовхує всередину Бойда, який переноситься до глибокого колодязя, з якого не може вибратись самостійно. Біля їдальні зупиняється туристичний автобус, який щойно прибув до міста.          |                    |                                                               |               |                                     |                         |

### Другий сезон (2023)
| № серії (загалом) | № серії (в сезоні) | Назва серії                                         | Режисер(и)        | Сценарист(и)               | Оригінальна дата показу |
| --- | ------------------ | --------------------------------------------------- | ----------------- | -------------------------- | ----------------------- |
| 11 | 1                  | «Чужі в чужій країні» «Strangers in a Strange Land» | Джек Бендер       | Джон Гріффін, Джеф Пінкнер | 23 квітня 2023          |
| Побачивши повалене дерево і воронів, один з пасажирів туристичного автобуса намагається попередити остатніх про небезпеку, але автобус все одно звертає до міста. Донна намагається розповісти водійці автобуса про загрозу, але та намагається виїхати з міста. Донна стріляє в колеса, через що деякі пасажири лякаються і тікають. Джейд пояснює Ітану, що символи в записнику дуже важливі. Джим, бармен Том і два пасажири автобуса намагаються врятувати Табіту з діри, але в цей час будинок Метьюзів руйнується і завалює рятівників уламками. Віктор і Табіта досліджують тунелі і знаходять шлях назовні до лісу, коли монстри вже починають прокидатися. Бойд чує невідомий голос, власник якого допомагає йому вибратись з колодязя. Нагорі Бойд бачить Мартіна, виснаженого чоловіка, прикутого до стіни. Він просить Бойда вбити його. |                    |                                                     |                   |                            |                         |
| 12 | 2                  | «Доброта незнайомців» «The Kindness of Strangers»   | Джек Бендер       | Джон Гріффін, Джеф Пінкнер | 30 квітня 2023          |
| Пасажири автобуса намагаються впоратися з жахами міста і з монстрами, що приходять вночі. Джим переживає ніч під завалами будинку. Табіта і Віктор ховаються у вантажівці з припасами, які збирав Віктор. Бойд бачить, що під шкірою Мартіна повзають черв'яки. Мартін ранить руку Бойда і через кров передає йому своє прокляття, після чого розповідає, як Бойд може потрапити до міста через портал у дереві. Бойд виходить з порталу неподалік від вантажівки, в якій сидять Табіта і Віктор. До них приєднується Елджін, який тікає від монстрів. Донна, Кенні і Крісті намагаються заспокоїти пасажирів автобуса, які перечікують ніч в їдальні. Серед пасажирів була Мері, наречена Крісті. Вона злиться на Крісті, бо вважає, що весь цей час та переховувалась у звичайному містечку в годині їзди від їхньої домівки. Зухвалий хлопець перехоплює зброю і збирається вийти на вулицю, але Донні вдається вдарити його по голові, і той непритомніє. |                    |                                                     |                   |                            |                         |
| 13 | 3                  | «Прив'язь» «Tether»                                 | Александра Ля Рош | Джон Гріффін, Джеф Пінкнер | 7 травня 2023           |
| Бойд розповідає Еллісу про події, які він пережив у лісі. Джим приходить до тями в лікарні після ночі, яку він пережив під завалами будинку. Пасажири автобуса конфліктують з Донною, але Бойду вдається їх заспокоїти. Віктор розлючений на Джейда за те, що той взяв його скрипку. Кенні та Елліс знаходять в лісі дівчину в тяжкому стані. Вночі монстри прибили її голову до дерева за допомогою арматури і змусили дивитись, як вони вбивають її хлопця. Вони звуть Крісті, але та не в змозі допомогти дівчині. Врешті-решт Бойд дістає з голови дівчини арматуру, при цьому вбиваючи її. Табіту починають переслідувати видіння дивних дітей. Елліс робить Фатімі пропозицію, вона погоджується одружитися з ним. Ітан будує з дощечок конструкцію, яку Табіта бачила в печерах під містом. Кенні чує гуркіт, що лунає з підвалу одного з будинків, і знаходить там Сару. |                    |                                                     |                   |                            |                         |
| 14 | 4                  | «Втрачений шлях» «This Way Gone»                    | Александра Ля Рош | Джон Гріффін, Джеф Пінкнер | 14 травня 2024          |
| В минулому, Кенні з батьками заселяється до лікарні. Бойд пропонує Кенні стати помічником шерифа. В сьогоденні, Кенні приводить Бойда в підвал до Сари. Жителі «будинку-колонії» готуються до весілля. Джейд намагається заспокоїти водійку автобуса Бакту. Джим має нову гіпотезу: він впевнений, що місто створили, щоб проводити експерименти над людьми, і тепер хтось постійно спостерігає за їх реакцією. Він сперечається з Донною з приводу того, чи варто розповідати мешканцям міста про голос, який вони почули по радіо. Рендалл, агресивний пасажир автобуса, влаштовує бійку, за це Донна виселяє його з «будинку-колонії» до автобуса. Сара розповідає Кенні, що це вона впустила до лікарні монстрів, які вбили його батька. Шокований цією новиною, Кенні свариться з Бойдом і відмовляється від повноважень помічника шерифа. |                    |                                                     |                   |                            |                         |
| 15 | 5                  | «Колискова» «Lullaby»                               | Джек Бендер       | Джон Гріффін, Вів'єн Лі    | 21 травня 2023          |
| Рендалл проводить ніч в автобусі, в оточенні монстрів. Джим і Табіта приходять до Бойда вимагати справедливого покарання для Сари за те, що вона намагалася вбити Ітана. Сара намагається знайти речі свого брата, але мешканці міста звідусіль її виганяють та проклинають її. Віктор погоджується дати відповіді на запитання Джейда, якщо той зіграє для нього на скрипці. Ітан говорить батькам, що хоче поговорити з Сарою. Він каже їй, що вона монстр, і що він її не боїться. В церкві Елджін проявляє симпатію до Сари не знаючи, що вона вбивця. Тянь-Чен віддає Сарі речі її брата, але Кенні розкидує їх та вщент розбиває різдвяну іграшку, яку Сарі подарував брат. Віктор приводить Джейда на кладовище автівок мешканців міста, які померли, коли Віктор був малим хлопцем. Табіта будує пірамідку біля виходу з підземної печери монстрів, і таким чином викликає видіння дітей. Вони наближаються до неї, повторюючи слово «anghkooey». Мері нишком краде морфін з аптечки Крісті. |                    |                                                     |                   |                            |                         |
| 16 | 6                  | «Па-де-де» «Pas de Deux»                            | Джек Бендер       | Джон Гріффін, Джеф Пінкнер | 28 травня 2023          |
| Бойду ввижається видіння з музичною скринькою і балериною. У «будинку-колонії» Донна збирає залишки провіанту і готується до жорсткого нормування їжі. Крісті дізнається, що після її зникнення Мері почала вживати наркотики. Бойд бачить ще одне видіння з балериною. Він розповідає Крісті про те, що з ним сталось в лісі, що Мартін передав йому свою кров, і що тепер у нього під шкірою повзають невидимі черв'яки. Залишившись на самоті, Бойд переживає чергове видіння, але цього разу балерина нападає на нього, через що він мало не застрелює Мері. Перелякавшись, Бойд відкладає зброю на стіл. У «будинку-колонії» відбувається сутичка через нестачу їжі, і Дейл випадково встромляє ніж Еллісу прямо у легені. Елджін і Фатіма, ризикуючи своїми життями вночі, відвозять Елліса до лікарні. Крісті оперує Елліса, але той втрачає багато крові. Бойд, який має кров необхідної групи, відмовляється стати донором, щоб не передати своєму сину прокляття Мартіна. Кенні погрожує Бойду пістолетом і вимагає, щоб той врятував життя свого сина. Але Бойд виходить на вулицю, завдає поранення одному з перевертнів і передає йому частину своєї крові разом з прокляттям. Від цього створіння, здається, помирає. Позбавлений прокляття, Бойд стає донором крові для Елліса. |                    |                                                     |                   |                            |                         |
| 17 | 7                  | «Черево звіра» «Belly of the Beast»                 | Бред Тернер       | Джон Гріффін, Джеф Пінкнер | 4 червня 2023           |
| Фатіма дізнається, що вона завагітніла. Елліс і Фатіма повертаються до «будинку-колонії», щоб заспокоїти мешканців, в той час як Бойд, Кенні і Крісті готуються дослідити тіло мертвого монстра. Джим бачить, що Рендалл має із собою дрона, і переконує використати його, щоб підняти антену радіо якомога вище. Джейд і Табіта розповідають один одному про свої видіння. Табіта бачить символ, який переслідує Джейда у видіннях, і пригадує, що бачила його на стінах тунелів під містом. Мері, у якої наркотична ломка, сниться жахіття, в якому з'являється музична скринька. Віктор і Ітаном з'ясовують, що з дерев почало опадати листя, хоча в цьому місті завжди панує однакова погода і зазвичай нічого не змінюється. Крісті розтинає тіло монстра. Воно має анатомію людини, але позбавлене майже всіх рідин, окрім жовчі. Бойд збирає рідину і хоче використати її як зброю проти монстрів. Елджін приймає ванну, намагаючись згадати щось важливе зі свого сну про таємниче місто. Раптом він чує музикальну скриньку, і страхітлива жінка намагається втопити його у ванній. |                    |                                                     |                   |                            |                         |
| 18 | 8                  | «Ліс за деревами» «Forest for the Trees»            | Бред Тернер       | Джон Гріффін, Вів'єн Лі    | 11 червня 2023          |
| Кенні сниться кошмар, в якому з'являється музична скринька. Кенні прокидається і бачить, що опік, який він дістав у сні від цикади, з'явився в нього і наяву. Джим з Рендаллом намагаються підняти антену за допомогою дрона. Рендалл намагається переконати Джима, що серед мешканців міста мають бути шпигуни. Табіта показує Джейду вхід до печери, в якій вдень сплять монстри, і на стінах якої накреслений таємничий символ. Елджін розповідає Бойду про свій страшний сон, а також пропонує Бойду використати жовч монстра, щоб створити «срібні кулі» для вбивства монстрів. Джейд свариться з Віктором через те, що той не розповів про символ на стінах печери. Коли Джейд питає, чи не хоче Віктор повернутись додому, той відповідає: «Мій дім тут». Джейд і Рендалл допитують Сару стосовно її брата. З тіла монстра в підвалі клініки починають вилазити сотні цикад. Рендалл приховано спостерігає за тим, як Бойд і Кенні готують тіло монстра до спалення. Віктор і Табіта знаходять дитячі малюнки, які намалювала Елоїза, покійна сестра Віктора. На одному з малюнків зображений маяк; Віктор каже, що в ньому сидять поневолені діти. Бойд і Кенні чують цикад і бачать закривавленого мешканця міста, що благає про допомогу. Перед заходом сонця Джим приходить до свого фургону у лісі і знаходить там Донну, яку Рендалл прив'язав до дерева. |                    |                                                     |                   |                            |                         |
| 19 | 9                  | «Чарівна вогняна куля» «Ball of Magic Fire»         | Джек Бендер       | Джон Гріффін, Джеф Пінкнер | 18 червня 2023          |
| Бойд і Кенні бачать тіло жінки, яку уві сні зсередини розірвали цикади. Вони попереджають всіх мешканців міста про те, що сьогодні вночі засинати небезпечно. Бойд знаходить Рендалла, Донну і Джима у лісі. Він рятує Донну від божевільного Рендалла, і вчотирьох вони залишаються на ніч у перекинутому фургоні Метьюзів. Кенні проводить ніч разом із Сарою. Елліс ділиться із Крісті своїми переживаннями стосовно вагітності Фатіми. Вночі монстри оточують фургон, але не наближаються до нього. Щось намагається проникнути до фургону знизу. Рендалл розбиває вікно і тікає до лісу, де на нього нападають цикади. Бойд, Джим і Донна також змушені тікати до міста. Бойд стріляє в монстрів «магічними кулями» без видимого результату. Перш ніж втекти, він бачить у фургоні свою дружину Еббі, яка просить Бойда повернутись до неї. Кенні пропонує Сарі скінчити життя самогубством, але коли вона приставляє револьвер до своєї голови, Кенні зупиняє її. Бойд дізнається про вагітність Фатіми. Елджін нарешті пригадує сон, який він бачив, перш ніж автобус потрапив до міста. Уві сні йому явився хлопчик в білому, що повторював слова дитячої колискової. Цикади нападають на Мері і на Джулі. |                    |                                                     |                   |                            |                         |
| 20 | 10                 | «Одного разу?» «Once Upon a Time...»                | Джек Бендер       | Джон Гріффін, Джеф Пінкнер | 25 червня 2023          |
| Донна, Елджін і Дейл йдуть до лісу шукати тіло Рендалла. Коли вони знаходять його, виявляється, що він не помер, але перебуває у кататонічному стані; в такому само стані перебувають Джулі і Мері. Бойд, Сара і Кенні приходять на руїни, до яких колись потрапив Бойд. Сара каже, що чує музичну скриньку, і що скринька знаходиться десь у руїнах. Сара також чує голоси, які насміхаються над Бойдом через те, що той повернув кошмар до міста. Табіта просить Віктора відвести її до дерева з пляшками; воно переносить її прямо до маяку. Еліс і Фатіма одружуються. Джейд говорить з видінням мертвого бармена Тома і наважується піти до печер, в яких вдень сплять монстри. Він бачить видіння: сім дітей лежать на кам'яних столах і повторюють слово «anghkooey», а над ними переплетені корені дерев утворюють таємничий символ, який постійно бачить Джейд. Мешканець міста, чию дружину з'їли цикади, вбиває охоронця «будинку-колонії» і стріляє у Бойда. Бойд стріляє у відповідь і вбиває його. За допомогою факелу Бойд переноситься до тюрми, де раніше зустрів Мартіна. Тепер до стін в'язниці прикуті Рендалл, Джулі і Мері; їх катує невідома сила. Коли Бойд збирається розбити музичну скриньку, йому являється його дружина Еббі. Вона намагається переконати його, що спроби боротьби тільки подовжать страждання, але Бойд не слухає її, розбиває скриньку і рятує полонених. Джулі, Мері і Рендалл прокидаються. Ітан помічає, що більше не чує звуки цикад. Табіта підіймається на вершину маяка. Вона бачить хлопчика в білому одязі. Хлопчик вибачається і зіштовхує Табіту з маяка. Вона прокидається у лікарні святого Антонія. |                    |                                                     |                   |                            |                         |

### Третій сезон (2024)
| № серії (загалом) | № серії (в сезоні) | Назва серії                                            | Режисер(и)        | Сценарист(и)                 | Оригінальна дата показу |
| --- | ------------------ | ------------------------------------------------------ | ----------------- | ---------------------------- | ----------------------- |
| 21 | 1                  | «Розбити» «Shatter»                                    | Джек Бендер       | Джон Гріффін, Джеф Пінкнер   | 22 вересня 2024         |
| У зовнішньому світі Табіта дізнається, що перебуває в лікарні в Камдені, штат Мен. Вона вибирається з лікарні, не розуміючи, як вона туди потрапила і куди йти далі. Пізніше вона знаходить адресу, написану на дні коробки для обіду Віктора, і, прибувши туди, зустрічає Генрі, батька Віктора. У Тауншипі Джим і Кенні вирушають на пошуки маяка, де зникла Табіта. На своєму шляху вони знаходять кілька раніше не знайдених зрубів і розбиваються там табором на ніч. У будинку-колонії виявили, що всі залишки посівів раптово згнили, залишивши сільськогосподарських тварин єдиним джерелом їжі. Зі скороченням ресурсів кілька жителів містечка, включаючи Рендалла, намагаються вкрасти тварин, але їх відмовляє Бойд. Пізніше тієї ж ночі монстри випускають тварин із загонів, щоб виманити мешканців із їхніх домівок. Джейд і Віктору вдається врятувати багатьох дрібних тварин, а Бойд і Тянь-Чен супроводжують корову назад до хліва. Після того, як Бойд встановлює талісман, з’ясовується, що кілька істот уже ховалися всередині сараю та наділи на Бойда наручники, перш ніж змусити його спостерігати, як вони катують Тянь-Чена до смерті. |                    |                                                        |                   |                              |                         |
| 22 | 2                  | «Коли ми йдемо» «When We Go»                           | Джек Бендер       | Джон Гріффін, Джеф Пінкнер   | 29 вересня 2024         |
| Джейд заходить у сарай і знаходить понівечений труп Тянь-Чена та Бойда, які істерично бурмочуть, прикуті наручниками до стовпа, поки Джейд не звільнить його. Джим і Кенні знаходять свіжі овочі біля дерев’яних будиночків і відвозять їх назад до містечка, щоб Кенні дізнався про смерть матері. Крісті та Джейд готують тіло Тянь-Чена до похорону за вказівками Кенні. У Colony House Фатіма стикається з ускладненнями під час вагітності та звертається за медичною допомогою до клініки. Маріель проводить її обстеження та виявляє, що вона сильно недоїдає. Повернувшись до будинку-колонії, Фатіма не в змозі сприймати нормальну їжу, імпульсивно їсть гнилі овочі, які втамовують її голод. У зовнішньому світі Генрі показує Табіті серію картин, створених матір’ю Віктора, які зображують Тауншип. Він згадує як вона стверджувала, що бачить галюцинації, і що її було обрано для звільнення «дітей у вежі», що змушує Табіту повірити, що вона теж була обрана. Після похорону Тянь-Чена Бойд просить Елліса допомогти схопити одну з істот, щоб дізнатися про них більше. Будучи вдома, Джим чує дзвінок телефону, а голос на іншому кінці стверджує, що це його мертвий син Томас.                                                                                        |                    |                                                        |                   |                              |                         |
| 23 | 3                  | «Мишоловка» «Mouse Trap»                               | Джек Бендер       | Бріжит Хейлз                 | 6 жовтня 2024           |
| Джим спілкується з голосом по телефону, який глузує з приводу безпеки його дітей, через що Джим стає непостійним. У будинку-колонії Тіллі виявляє, що Фатіма їсть гнилі овочі, і намагається втішити свої занепокоєння щодо дитини читанням карт Таро, але ворона заважає їм, розбиваючись у вікно. Кенні веде невелику групу, що складається з Джейд, Крісті та Дейла, до зрубів, щоб зібрати більше їжі. Джейд стає параноїком після того, як переживає галюцинації, і намагається втекти назад до міста, хоча він не встигає до настання темряви. Крісті намагається зупинити його, але її нога потрапляє у ведмежу пастку, доки Кенні, Джейд і Дейлу не вдається її звільнити. У зовнішньому світі Табіта намагається розшифрувати картини матері Віктора, а Генрі показує їй копію пляшкового дерева на своєму подвір’ї, нагадує дерево, знайдене біля Тауншипа. Генрі розповідає, що в його дружини вперше почалися галюцинації на місці оригінального пляшкового дерева, але під час їхнього руху їх збила зустрічна машина. Пізніше Табіта прокидається в задній частині машини швидкої допомоги поруч із непритомним Генрі, але шлях швидкої допомоги незабаром перегороджує повалене дерево.                                                                                        |                    |                                                        |                   |                              |                         |
| 24 | 4                  | «Туди і назад» «There and Back Again»                  | Джек Бендер       | Крістен Лейден               | 13 жовтня 2024          |
| У Тауншипі Ітан спілкується з голосом по телефону, який каже йому, що Табіту потрібно врятувати з машини швидкої допомоги. Віктор розповідає Сарі, що в дитинстві він збирав речі померлих городян і використовує їх, щоб спробувати згадати минуле. Відпочиваючи в зрубах, Кенні, Джейд і Крісті згадують про Тянь-Чен і її вплив на їхнє життя. Рендалл погоджується допомогти Бойду схопити одну з істот і каже йому, що вони зазвичай виконують однакові процедури, але дивно були відсутні тієї ночі. Швидка допомога незабаром прибуває до містечка, і істоти влаштовують пастку та атакують, вбиваючи водіїв. Акосту, офіцера поліції, призначеного до швидкої допомоги, переслідують істоти до колонії, де вона випадково стріляє в жителя Нікі. Джим і Табіта возз’єднуються, і за допомогою Бойда вони добираються до колонії з Генрі на машині швидкої допомоги, але змушені залишити Рендалла після того, як його оточують створіння. Незважаючи на спроби Маріель врятувати її, Нікі вмирає від пострілу, а Фатіма імпульсивно п’є її кров, коли залишається на самоті. Після тортур Рендалла істоти залишають його живим біля будинку-колонії. |                    |                                                        |                   |                              |                         |
| 25 | 5                  | «Світло дня» «The Light of Day»                        | Александра Ля Рош | Бріджит Хейлз, Джон Гріффін  | 20 жовтня 2024          |
| Рендалла приводять у будинок-колонію і він розлючено розповідає, як Бойд залишив його помирати. Наступного ранку група Кенні повертається до Тауншипа, а Крісті доставляють до клініки, щоб одужати разом з Рендаллом. Віктор засмучений після того, як Донна розповідає йому про його батька, і пізніше вона веде Генрі побачити кімнату Віктора. Міські збори проводяться в закусочній, і більшість жителів міста, підбурювані Дейлом, швидко обертаються проти Бойда та вимагають відвести їх до пляшкового дерева, щоб вони могли втекти, як це зробила Табіта. Пізніше Акоста вибачається перед Бойдом за свої дії, але він зауважує, що вона тільки погіршила ситуацію. Елгін розповідає Джулі про свої бачення, і під час знайомства вони разом знаходять поляроїдну камеру. Елліс ловить Фатіму, яка їсть гнилі овочі, і вона визнає, що з її дитиною щось не так. Віктор і Генрі нарешті бачать один одного і зі сльозами на очах знову зустрічаються після сорока років розлуки. Табіта і Джейд обговорюють свої видіння дітей біля пляшкового дерева, поки не приходить Дейл і не заходить всередину, незважаючи на попередження. Потім Дейл телепортується всередину стін порожнього басейну Тауншипа та гине, змушуючи Бойда лаяти городян за те, що вони виступили проти нього. |                    |                                                        |                   |                              |                         |
| 26 | 6                  | «Рубцева тканина» «Scar Tissue»                        | TBA               | Крістен Лейден, Джон Гріффін | 27 жовтня 2024          |
| 27 | 7                  | «Ці крихкі життя» «These Fragile Lives»                | TBA               | Джон Гріффін, Джеф Пінкнер   | 3 листопада 2024        |
| 28 | 8                  | «Пороги» «Thresholds»                                  | TBA               | Джон Гріффін, Джеф Пінкнер   | 10 листопада 2024       |
| 29 | 9                  | «Одкровення: Розділ перший» «Revelations: Chapter One» | TBA               | Джон Гріффін, Джеф Пінкнер   | 17 листопада 2024       |
| 30 | 10                 | «Одкровення: Розділ другий» «Revelations: Chapter Two» | TBA               | Джон Гріффін, Джеф Пінкнер   | 24 листопада 2024       |

## Цікаві факти
Містечко було побудоване спеціально для серіалу в Норт-Бівер-Бенку, Нова Шотландія.
Ділянка, відома як Вілла Бівер-Бенк, має довгу історію, і багато років тому в ній знаходилися житлові будинки, громадський зал, пожежна станція, школа, церква, магазин товарів повсякденного попиту і т. д. (все було знесено до 2004 року) для підтримки робітників прилеглої військової радарної бази, яка працювала у 1950-х та 1960-х роках. Залишилися лише бруковані вулиці та під'їзні шляхи, і на них було збудовано фальшиве місто.